# Damián Szifrón
Damián Szifron (* 9. července 1975, Ramos Mejía, Buenos Aires, Argentina) je argentinský filmový a televizní režisér a scenárista.
Proslavil se režií seriálů Los simuladores a Bratři a detektivové. Často spolupracuje s hercem Diego Peretti, který se objevil ve většině jeho filmů a i v seriálu Los Simuladores. V roce 2014 natočil film Divoké historky, který získal mezinárodní ohlas u diváků i kritiků a byl vybrán do soutěže o Zlatou palmu na Filmovém festivalu v Cannes a nominován na Oscara v kategorii nejlepší cizojazyčný film.

## Filmy
- 1997: Kan, el Trueno
- 1998: Punto muerto, napsal i scénář
- 1999: Los Últimos Días, krátký film, napsal i scénář
- 2003: El Fondo del Mar
- 2005: Tiempo de Valientes
- 2014: Divoké historky, napsal i scénář

## Televize
- 2002–2003: Los simuladores, televizní seriál
- 2006: Bratři a detektivové, televizní seriál